# Hillesjön
Hillesjön är en sjö i Gävle kommun i Gästrikland och ingår i Hamrångeån-Testeboåns kustområde. Sjön har en area på 1,57 kvadratkilometer och ligger 9 meter över havet. Sjön avvattnas av vattendraget Verkmyrån. Vid provfiske har abborre, gers, gädda och mört fångats i sjön.
Hillesjön har inte lika rikt fågelliv som den närbelägna Mårdängssjön. Skäggmes och dykänder brukar dock förekomma i sjön.
Sjön har en flottholme.

## Delavrinningsområde
Hillesjön ingår i delavrinningsområde (673803-157738) som SMHI kallar för Utloppet av Hillesjön. Medelhöjden är 20 meter över havet och ytan är 19,17 kvadratkilometer. Det finns inga avrinningsområden uppströms utan avrinningsområdet är högsta punkten. Avrinningsområdets utflöde Verkmyrån mynnar i havet. Avrinningsområdet består mestadels av skog (69 procent). Avrinningsområdet har 1,55 kvadratkilometer vattenytor vilket ger det en sjöprocent på 8,1 procent. Bebyggelsen i området täcker en yta av 0,69 kvadratkilometer eller 4 procent av avrinningsområdet.